# Jerry Hough
Jerry F. Hough (ur. 26 kwietnia 1935, zm. 26 maja 2020) – amerykański historyk, sowietolog. 

## Życiorys
Absolwent Uniwersytetu Harvarda. Był wykładowcą University of Toronto, University of Illinois, obecnie profesor Duke University. Zajmuje się historią ZSRR. Jest zaliczany do grona rewizjonistów.

## Wybrane publikacje
- The Soviet Prefects: The Local Party Organs in Industrial Decision-Making, Cambridge, Harvard University Press, 1969.
- The Soviet Union and Social Science Theory, Cambridge, Harvard University Press, 1977.
- (współautor: Merle Fainsod), How the Soviet Union is Governed, Harvard University Press, 1979[3].
- Soviet Leadership in Transition, The Brookings Institution, 1980.
- The Polish Crisis, The Brookings Institution, 1982.
- The Struggle for Third World: Soviet Debates and American Options, The Brookings Institution, 1986.
- Russia and the West: Gorbachev and the Politics of Reform, Simon and Schuster, 1988.
- Opening Up the Soviet Economy, The Brookings Institution, 1989.
- Russia and the West: Gorbachev and the Politics of Reform, second edition, New York, Simon & Schuster, 1990.
- (współautorzy: Evelyn Davidheiser i Susan Goodrich Lehmann), The 1996 Russian Presidential Election, Washington, The Brookings Institution, 1996.
- Democratization and Revolution in the USSR, 1985-1991, Washington, The Brookings Institution, 1997.
- (współautor: Timothy Colton), Growing Pains : The 1993 Russian duma Election, Washington, The Brookings Institution, 1998.
- The Logic of Economic Reform in Russia, 1991-1998, Washington, The Brookings Institution, 2001.
- Changing Party Coalitions: The Strange Red-Blue State Alignment, New York, Agathon, 2006.